# Nikhef

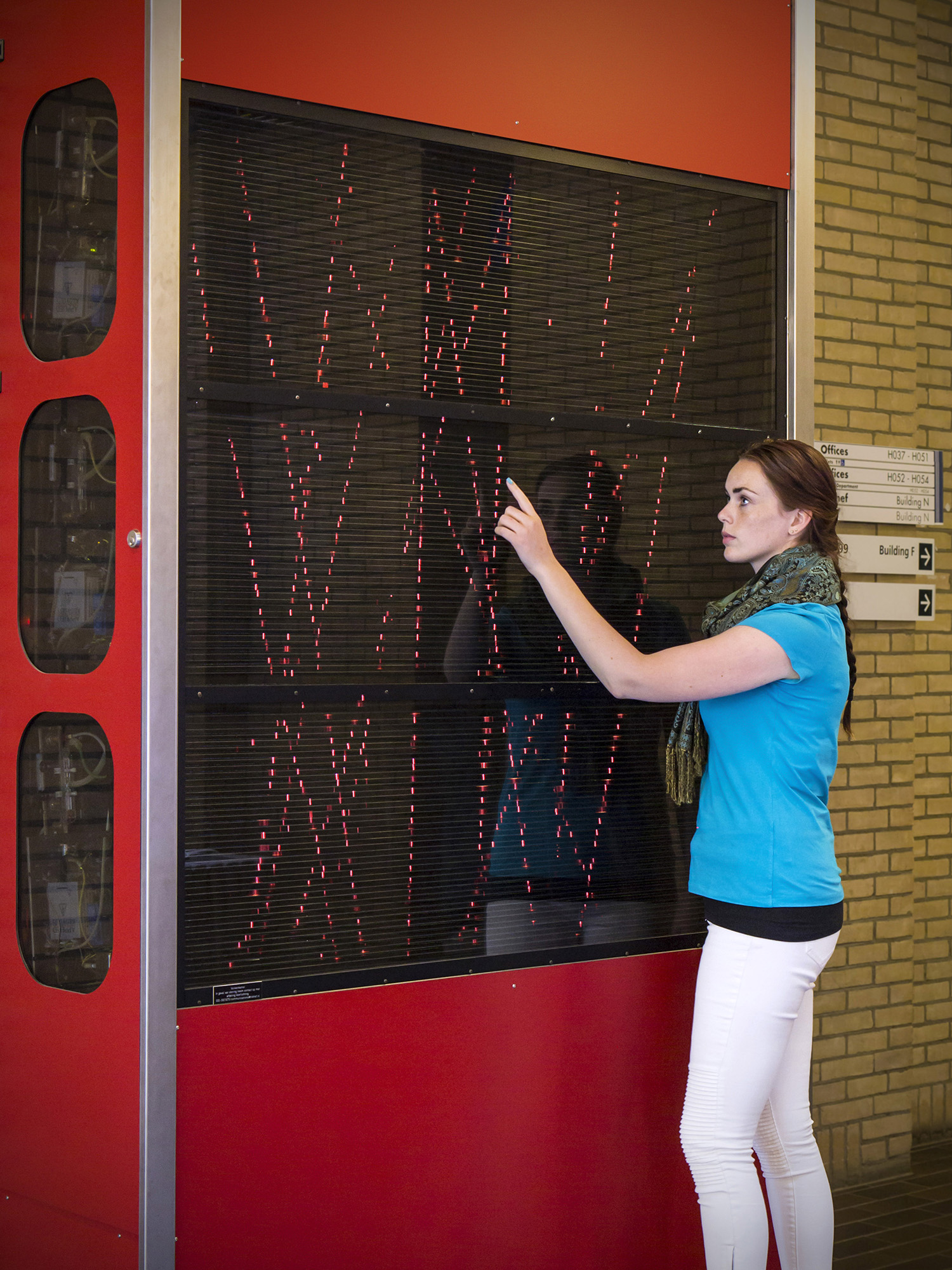
Demonstratiemodel voor een vonkenkamer met twee foto's op elkaar en een belichting gedurende een minuut bij Nikhef, gebouw N, Amsterdam 2016.

Nikhef is het Nationaal instituut voor subatomaire fysica in Nederland.

## Organisatie
Het Nikhef is een samenwerkingsverband tussen Nederlandse Organisatie voor Wetenschappelijk Onderzoek (NWO), de Universiteit van Amsterdam, de Vrije Universiteit Amsterdam, de Radboud Universiteit Nijmegen, de Rijksuniversiteit Groningen, de Universiteit Utrecht, en de Universiteit Maastricht. Op het Nikhef wordt onderzoek gedaan op het gebied van de deeltjesfysica en de astrodeeltjesfysica. Het Nikhef bevindt zich op Science Park Amsterdam in de Watergraafsmeer. Huidig directeur is Jorgen D'Hondt (sinds 1 november 2024).

## Geschiedenis
Oorspronkelijk was de naam Nationaal Instituut voor Kernfysica en Hoge-Energiefysica, afgekort als NIKHEF (later ook wel als Nikhef).
Het instituut bestond uit 2 gescheiden delen, de sectie "K" - kernfysica - de voortzetting van het in 1946 opgerichte Instituut voor Kernfysisch Onderzoek, en de sectie "H" - Hoge-energiefysica (deeltjesfysica). In 1978 vestigde de sectie H, waarvan de medewerkers voorheen op verscheidene plekken werkten waaronder het Zeemanlaboratorium, zich aan de Kruislaan, nabij de gebouwen van de sectie K, in een nieuw gebouwencomplex waarin ook het Centrum Wiskunde & Informatica (Mathematisch Centrum) en het computercentrum SARA een nieuwe plek kregen.
In het begin van de jaren negentig heeft het NIKHEF een rol gespeeld bij de ontwikkeling van het Wereldwijde web, een in 1989 op het CERN bedachte infrastructuur om informatie beschikbaar te stellen via een toen wel al functionerend, maar nog niet bij een breed publiek bekend computer-communicatie-netwerk, Internet.
In 1998 werd, in verband met het sluiten van de eigen verouderde lineaire deeltjesversneller, de sectie Kernfysica opgeheven.
Daarom is in dat jaar de officiële naam gewijzigd in Nationaal instituut voor subatomaire fysica. De korte naam Nikhef (met alleen nog de N als hoofdletter) is behouden vanwege de internationale naamsbekendheid.

## Onderzoek
De huidige onderzoeksvelden zijn:
- Versnellerfysica, onderzoek naar elementaire deeltjes met behulp van de interacties bij botsingen van deeltjes in deeltjesversnellers. Dit onderzoek gebeurt meestal in internationale samenwerkingsverbanden. In Nederland staat geen deeltjesversneller die geschikt is voor dergelijk onderzoek. De onderzoeksprojecten van het Nikhef gebruiken meetapparatuur die is ondergebracht bij versneller-installaties als van het CERN in Genève.
- Astrodeeltjesfysica, onderzoek naar deeltjes en straling afkomstig uit het heelal (kosmische straling).
- Zwaartekrachtgolven, onderzoek naar de door Albert Einstein voorspelde golven in de ruimtetijd, onder andere veroorzaakt door het samensmelten van dubbelsterren die bestaan uit neutronensterren en/of zwarte gaten.  Hiervoor wordt de Virgo-detector.  Sinds 2021 is Nikhef lid van het European Gravitational Observatory (EGO) bij Pisa in Italië.[2]

Het Nikhef is tevens betrokken bij de ontwikkeling van de Einsteintelescoop, een derde-generatie zwaartekrachtgolvendetector, die mogelijk in de Euregio Maas-Rijn wordt gevestigd.

## Directeuren
De directeuren van respectievelijk het Instituut voor Kernfysisch Onderzoek (IKO), het Zeemanlaboratorium (ZL) en Nikhef:
- Cor Bakker, 1946 - 1955 (IKO en ZL)
- Piet Gugelot, 1955 - 1963 (IKO)
- Gerhart Rathenau, 1955 - 1960 (ZL)
- Jan Kluyver, 1960 - 1980 (ZL)
- Bob van Lieshout, 1963 - 1970 (IKO)
- Coen de Vries, 1970 - 1974 (IKO)
- Aaldert Wapstra, 1970 - 1980 (IKO) en 1976 - 1982 (Nikhef-K)
- Bert Diddens, 1976 - 1982 (Nikhef-H)
- Walter Hoogland, 1983 - 1988 (Nikhef-H)
- Ger van Middelkoop, 1983 - 1988 (Nikhef-K) en 1996 - 2001 (Nikhef)
- Peter de Witt Huberts, 1989 - 1995 (Nikhef-K)
- Karel Gaemers, 1989 - 1995 (Nikhef-H) en 2004 (interim Nikhef)
- Jos Engelen, 2002 - 2003 (Nikhef)
- Frank Linde, 2005 - 2014 (Nikhef)
- Stan Bentvelsen, 2014 - 2024 (Nikhef)
- Jorgen D'Hondt, 2024 - (Nikhef)[5]